# Przemysław Urbańczyk
Przemysław Urbańczyk (ur. 21 października 1951) – prof. dr hab., mediewista archeolog, profesor zwyczajny Uniwersytetu Kardynała Stefana Wyszyńskiego w Warszawie oraz Instytutu Archeologii i Etnologii PAN; w latach 2017–2023 dyrektor Polish Institute of Advanced Studies (PIASt) PAN.

## Kariera naukowa
Członek Komitetu Nauk Pra- i Protohistorycznych PAN wszystkich kadencji; reprezentował Polskę w: European Science Foundation (ESF), Europa Nostra, ALLEA i European Strategic Forum for Research Infrastructures (ESFRI); wielokrotny członek paneli recenzyjnych w: European Research Council (SH5, SH6 i Synergy Grants), Irish Research Council for Humanities and Social Sciences, European Union Prize for Culture Heritage, Boltzmann Gesellschaft, Cyprus Research Foundation oraz w Narodowym Centrum Nauki i w Narodowym Programie Rozwoju Humanistyki.
Był członkiem Expert Advisory Group SC6 europejskiego programu „Horizon 2020”; Był członkiem zespołów doradczo-kontrolnych wielkich programów interdyscyplinarnych (np. „Transformation of the Roman World”, EARTH, BOREAS, INSTAR, SAFE, SHAPE-ID, STAR-LAB).
Wygłosił referaty na ponad 70 zagranicznych konferencjach i kongresach zorganizowanych w 27 krajach; wygłosił 24 gościnne wykłady w uniwersytetach europejskich (Anglia, Czechy, Francja, Irlandia, Niemcy, Norwegia, Rosja, Słowacja, Szkocja i Szwecja) i amerykańskich (USA i Peru). Kierował i kieruje dużymi projektami badawczymi FNP, KBN, MNiSW, MKiDN i NCN. Prowadził badania terenowe w Polsce, w Anglii, Kuwejcie, Norwegii, Peru oraz na Barbudzie i Islandii.
Opublikował ponad 600 tekstów z zakresu historii i archeologii wczesnego średniowiecza Polski, Europy Środkowo-Wschodniej, Skandynawii i wysp północnego Atlantyku oraz artykułów publicystycznych.
Członek komitetów redakcyjnych: „Archaeologia Islandica”, „Journal of the North Atlantic”, „Medieval Worlds”, „Sprawozdania Archeologiczne”.
Wypromował 12 doktorów.
Został odznaczony: Medalem Komisji Edukacji Narodowej (1991), Złotym Krzyżem Zasługi (1993), Krzyżem Kawalerskim (2015) i Oficerskim (2022) Orderu Odrodzenia Polski oraz Krzyżem Wolności i Solidarności (2025).
Został wyróżniony: nagrodą Fundacji PolCul (1987); Medalem im. Księżnej Aleksandry Ogińskiej (2008), Medalem Biskupińskiego Towarzystwa Archeologicznego (2017), Nagrodą Lednickiego Orła Piastowskiego (2021).

## Poglądy
Jest zwolennikiem inhumacji zmarłych zamiast ich spopielania, podkreślając przy tym, że szczątki zmarłych są konieczne do badania przeszłości kolejnych pokoleń. Sugeruje też w swoich badaniach, że dynastia Piastów wywodziła się z państwa wielkomorawskiego, prawdopodobnie z rodu Mojmirowiców.

## Książki
- The Soloey farm mound. Excavations and methods of stratigraphical analysis [z R. Bertelsenem], Tromsoe 1985;
- Medieval arctic Norway, Warszawa 1992;
- Władza i polityka we wczesnym średniowieczu, Wrocław 2000;
- Rok 1000. Milenijna podróż transkontynentalna, Warszawa 2001;
- Zdobywcy Północnego Atlantyku, Wrocław 2004;
- Herrschaft und Politik im Frühen Mittelalter, 2007;
- Trudne początki Polski, Wrocław 2008 [nagroda KLIO I stopnia];
- Mieszko Pierwszy Tajemniczy, Toruń 2012 [nagroda MNiSW];
- Myśli o średniowieczu, 2013;
- Central Europe in the High Middle Ages [z N. Berend i P. Wiszewskim], Cambridge 2013;
- Bliskie spotkania wikingów, 2014;
- Zanim Polska została Polską, Toruń 2015 [nominowana do Nagrody Giedroycia];
- Co się stało w 966 roku?, Poznań 2016;
- Bolesław Chrobry – lew ryczący, Toruń 2017 [nagroda Rektora UW];
- Co się stało w 1018 roku?, Poznań 2018;
- Trudna historia zwłok, t. 1, Toruń 2020 [nominowana do Nagrody Jana Długosza];
- Niezwykli goście Bolesława Chrobrego, t. 1 "Św. Wojciech i jego bracia", Toruń 2021;
- Niezwykli goście Bolesława Chrobrego, t. 2 "Otto III - król i cesarz", Toruń 2022;
- Niezwykli goście Bolesława Chrobrego, t. 3 "Św. Bruno i jego 'bracia'", Toruń 2023;
- Korzenie Polski, Warszawa 2024 [wyróżnienie Prezydenta Poznania; wyróżnienie Rektora UW];
- Co się stało w 1025 roku?, Poznań 2025;

## Redakcja tomów zbiorowych
- Origins of medieval towns in temperate Europe, 1994 – wyszło jako tom 32 „Archaeologia Polona”;
- Theory and practice of archaeological research, Warszawa 1995;
- Origins of Central Europe, Warszawa 1997;
- Early Christianity in Central and East Europe, Warszawa 1997;
- Adalbertus. Wyniki programu badań interdyscyplinarnych, Warszawa 1998;
- The neighbours of Poland in the 10th century, Warszawa 2000;
- Archeologia w teorii i w praktyce, Warszawa 2000;
- Europe around the year 1000, Warszawa 2001;
- Najstarsze dzieje Podlasia w świetle źródeł archeologicznych, Siedlce 2001;
- The neighbours of Poland in the 11th century, 2002;
- The Past Societies. Polish Lands from the first Evidence of Human Presence to the Early Middle Ages, vols. 1-5, Warszawa 2016;
- The Dawning of Christianty in Poland and accross Central and Eastern Europe, Berlin 2019;
- „Dziedzictwo archeologiczne Puszczy Białowieskiej” tomy 1-6, Warszawa 2021;
- „Origines Polonorum”, vols. 1-18, Warszawa 2006-2023 [Nagroda KLIO w 2021].